# Love Don't Cost a Thing
"Love Don't Cost a Thing" najavni je singl za drugi studijski album J. Lo američke pjevačice Jennifer Lopez, a objavljen je 8. siječnja 2001. u izdanju diskografske kuće Epic Records.

## O pjesmi
Pjesma je ostvarila velik uspjeh na ljestvicama singlova. Primjerice u Velikoj Britaniji je postala njen prvi broj 1 singl. Za španjolsku verziju album snimljena je i španjolska verzija pjesme pod imenom "Amor Se Paga con Amor" koja je zabilježila velik uspjeh na Latinskim ljestvicama singlova u SAD-u.

## Popis pjesama

### Američki CD singl
1. "Love Don't Cost a Thing" (HQ2 Club Vocal Mix)
2. "Love Don't Cost a Thing" (Main Rap #1 featuring P. Diddy)
3. "Love Don't Cost a Thing" (RJ Schoolyard Mix featuring Fat Joe)
4. "Love Don't Cost a Thing" (Full Intention Club Mix)
5. "Let's Get Loud" (Kung Pow Club Mix)

### Britanski CD singl
1. "Love Don't Cost a Thing"
2. "Love Don't Cost a Thing" (Full Intention Club Mix)
3. On the 6 Megamix ("If You Had My Love"/"Waiting for Tonight"/"Let's Get Loud")
4. "Love Don't Cost a Thing" (Video)

### Australski CD singl
1. "Love Don't Cost a Thing"
2. On the 6 Megamix ("If You Had My Love"/"Waiting for Tonight"/"Let's Get Loud")
3. "Love Don't Cost a Thing" (RJ Schoolyard Mix featuring Fat Joe)

## Videospot
Bideospot za pjesmu snimljen je 2001. godine pod redateljskom palicom Paula Huntera. Video počinje kada Jennifer telefonira sa svojim dečkom. On ju pita da je li je narukvicu, na što mu ona odvara da jest ali mu se požali da bi ona rađe njega uza se nego narukvicu. U sljedećoj sceni je Jennifer prikazana kako izlazi iz svoje otmjene vile. Zatim, nakon vožnje gradom u autu, izgužva papirić na kojem piše Da si barem ovdje. Na kraju videa se Jennifer nalazi na plaži s nekoliko plesača, od kojih je jedan njen bivši muž Cris Judd.

## Ljestvice
| Ljestvica (2001.)                   | Najviša pozicija |
| ----------------------------------- | ---------------- |
| Australija                          | 4                |
| Austrija                            | 11               |
| Belgija (Flandrija)                 | 7                |
| Belgija (Valonija)                  | 2                |
| Kanada                              | 1                |
| Danska                              | 4                |
| Nizozemska                          | 1                |
| Europa                              | 2                |
| Finska                              | 1                |
| Francuska                           | 5                |
| Njemačka                            | 6                |
| Irska                               | 4                |
| Italija                             | 1                |
| Novi Zeland                         | 1                |
| Norveška                            | 3                |
| Švedska                             | 3                |
| Švicarska                           | 2                |
| UK                                  | 1                |
| SAD Billboard Hot 100               | 3                |
| SAD Billboard Hot R&B/Hip-Hop Songs | 40               |
| SAD Billboard Hot Dance Club Play   | 9                |

### Amor Se Paga con Amor
| Chart (2001)                               | Peak position |
| ------------------------------------------ | ------------- |
| SAD Billboard Hot Latin Tracks             | 21            |
| SAD Billboard Latin Pop Airplay            | 8             |
| SAD Billboard Latin Tropical/Salsa Airplay | 3             |

## Certifikacije
| Država     | Certifikacija | Prodaja |
| ---------- | ------------- | ------- |
| Australija | platinasta    | 70.000  |
| Švicarska  | zlatna        | 20.000  |
| UK         | srebrna       | 200.000 |

## Nagrade i nominacije

### MTV-eve glazbene video nagrade
- nominacija - najbolji ženski video (2001.)
- nominacija - najbolji dance video (2001.)